# Penisola Wirth
La penisola Wirth è una penisola completamente coperta dai ghiacci, lunga circa 37 km e larga circa 33 km, situata nella Terra di Ellsworth, in Antartide. La penisola, situata in particolare nella parte più orientale della costa di Bryan, si allunga in direzione nord-nord-ovest nel mare di Bellingshausen, dividendo la baia Eltanin, a ovest, dalla baia di Fladerer, che la separa dalla penisola Rydberg, a est.

## Storia
La penisola Wirth è stata mappata nel dettaglio dallo United States Geological Survey grazie a fotografie aeree scattate dalla marina militare statunitense tra il 1961 e il 1966, ed è stata così battezzata dal Comitato consultivo dei nomi antartici in onore di Laurence Wirth che, tra il settembre 1966 e il novembre 1967, al comando della nave da ricerca oceanografica USS Eltanin, in forza al Programma Antartico degli Stati Uniti d'America, prese parte a diverse spedizioni nell'oceano Pacifico meridionale.